# Purmo baptistförsamling
Purmo baptistförsamling (fd. Överpurmo baptistförsamling) är en baptistförsamling i Pedersöre i Österbotten i Finland. Församlingen grundades den juli 1874 med Johan Sundqvist som föreståndare.

## Föreståndare
- 1874–1910: Johan Sundqvist
- 1911–1912: Nils Funke
- 1914–1917: Axel Sundqvist
- 1918-1920: Edwin Jawerth
- 1921: Axel Sundqvist
- 1921–1922: Ilmari Laurell
- 1923–1924: Herman Granroth
- 1926–1927: Frithiof Sundell
- 1927-1929: Emil Nylund
- 1930–1932: Frithiof Sundell
- 1934–1937: Samuel Klemetz
- 1939–1941: Reinhold Nylund
- 1941–1945: Edvin Svanbäck
- 1946-1953: Alef Wikström
- 1954–1956: Tor Smith
- 1956–1957: Rafael Edström
- 1957: Roy Holmlund
- 1958–1965: Max Söderberg
- 1966–1968: Tor Smith
- 1968– Nils-Erik Wikström